# Isla Martillo
La isla Martillo, o isla Yecapasela, es un territorio insular en el canal Beagle perteneciente al departamento Ushuaia de la provincia de Tierra del Fuego, Antártida e Islas del Atlántico Sur en el extremo austral de la Patagonia argentina. 
Su superficie es de 32 ha (0,32 km²). Posee un largo máximo de 1800 m; su ancho mínimo es de 50 m siendo el máximo de 625 m (distancia entre los extremos del “martillo”, en el sector oriental de la isla). Su centro se encuentra en las coordenadas: 54°54′24.47″S 67°23′14.14″O / -54.9067972, -67.3872611
Ha sido confirmada como parte soberana de la República Argentina luego de una larga disputa limítrofe con la República de Chile concerniente a la traza fronteriza en el canal Beagle, afectando la soberanía de las islas de su interior y los espacios marítimos adyacentes.

## Ubicación geográfica
La isla Martillo es una isla argentina del  archipiélago de Tierra del Fuego, situada entre la  isla Grande de Tierra del Fuego y la chilena isla Navarino. Al oeste se encuentra la isla Gable; hacia el noroeste la isla Petrel; hacia el norte se sitúa la isla Chata; al nordeste la rada de los Cazadores la separa de la isla Yunque también argentina como todas las anteriores; hacia el sur se interponen entre Martillo y Navarino los chilenos islotes Gemelos.
Se halla rodeada por las aguas del sector oriental del paso interoceánico denominado canal Beagle, en la región sudoriental del océano Pacífico Sur, si bien la Argentina lo considera sólo un paso interoceánico.

## Etimología toponímica
Etimológicamente, este topónimo hace referencia a la forma que delineada por su contorno, la cual se asemeja a la de un martillo, y fue impuesto por el Capitán de Fragata Luis Fernando Martial, al mando de la expedición de La Romanche en el año 1883.
El nombre con la que era conocida por los pueblos originarios en idioma yagán era: "Yecapasela ", que significa ‘peña sonora’.

## Origen geológico
La isla Martillo sería el resultado del trabajo labrado por el hielo del gigantesco glaciar que en las últimas fases de las glaciaciones cuaternarias, descendió desde la cordillera de Darwin y avanzó por un valle longitudinal. Posteriormente, ante el retroceso posglacial, fue invadido por el mar, formándose el canal Beagle. Son diversos los rasgos que atestiguan estos procesos geológicos; entre ellos destaca el perfil transversal de forma de "U" que posee el canal, con la berma visible, así como la presencia de morrenas laterales, que forman la estructura de esta isla.

## Clima

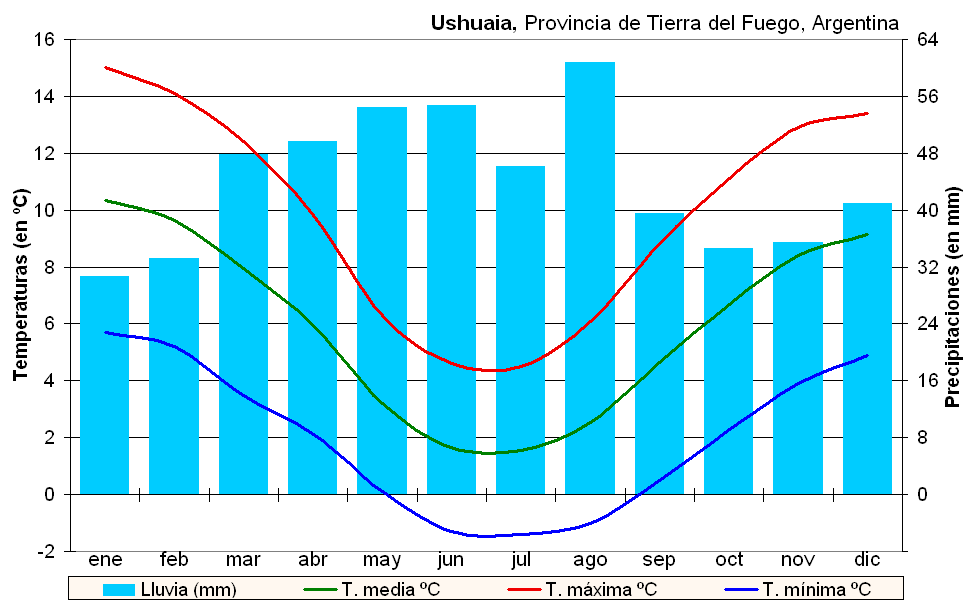
Climograma de Ushuaia.

El clima de esta isla pertenece al clima oceánico subpolar, o al patagónico húmedo.
Posee una temperatura media anual de 5,7 °C y una escasa oscilación térmica anual, que va de -0,3 en julio a 9,4 °C en enero; son extrañas las temperaturas de más de 15 °C en verano o menores a -8 °C en invierno. Los récords de temperaturas absolutas son 29,4 °C (ocurrió en diciembre) y -25,1 °C (ocurrió en julio). Tal es lo persistente del frío que en pleno verano austral se han registrado eventuales nevadas, o temperaturas de solo -6 °C. Las precipitaciones, que en invierno suelen ser en forma de nieve, están repartidas equitativamente a lo largo del año sumando un total de 524 mm, pero, si bien parecerían exiguas, a causa de la constante temperatura baja se tornan suficientes para otorgarle a esta isla un clima húmedo; también ayuda para ello el alto promedio de días con alguna precipitación —200 días al año—, siendo también alto el número de días nublados o brumosos. 
Vientos
Es una zona de vientos fuertes, los que son más frecuentes entre los meses de octubre y enero. Predomina el viento del sudoeste, seguido por el del cuadrante  noroeste. La mitad de los días ventosos del año las ráfagas superan los 50 km /h; y 10 días por año sobrepasan los 100 km/h. Excepcionalmente alcanzan los 200 km/h.
El tipo de viento más notable de la zona es el denominado localmente como ‘‘williwaws’’. Pueden ocurrir durante la primavera y el verano, y se presentan generalmente junto a fuertes lluvias. Al encauzarse por canales y valles profundos generan violentas y cortas turbulencias huracanadas.

## Patrimonio biológico
Las aguas que bañan a esta isla se incluyen en la ecorregión marina canales y fiordos del sur de Chile. Entre sus especies características se encuentra el chungungo (una nutria marina), el matamico grande, la remolinera negra, el Pato vapor del Pacífico, la caranca, el ostrero austral, etc.

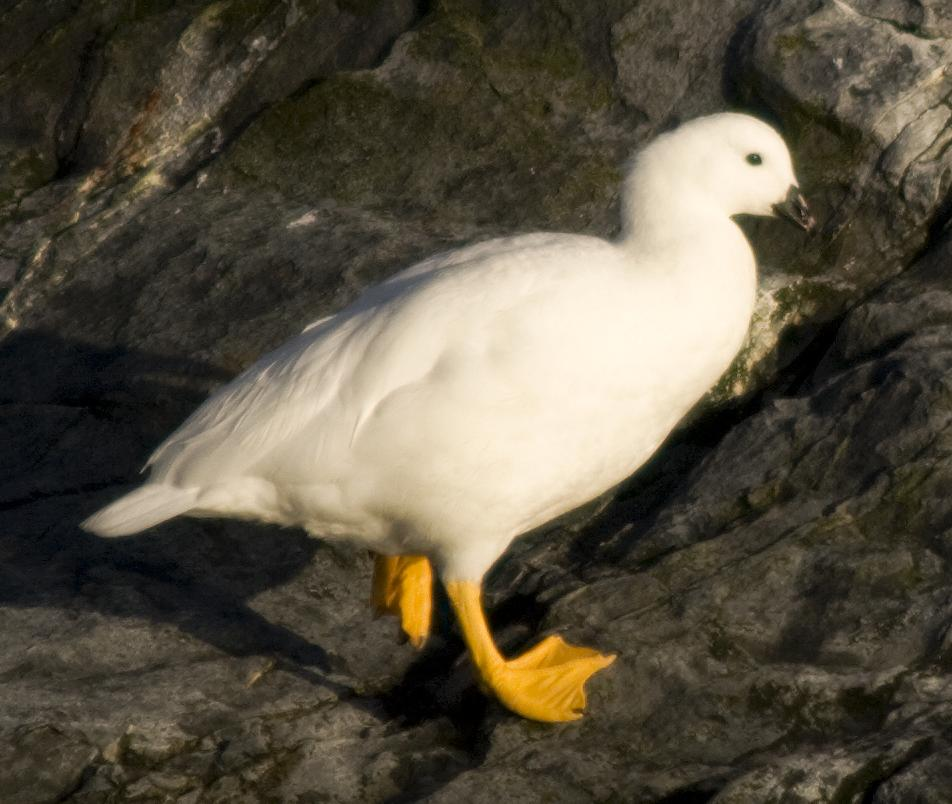
caranca o cauquén de mar.

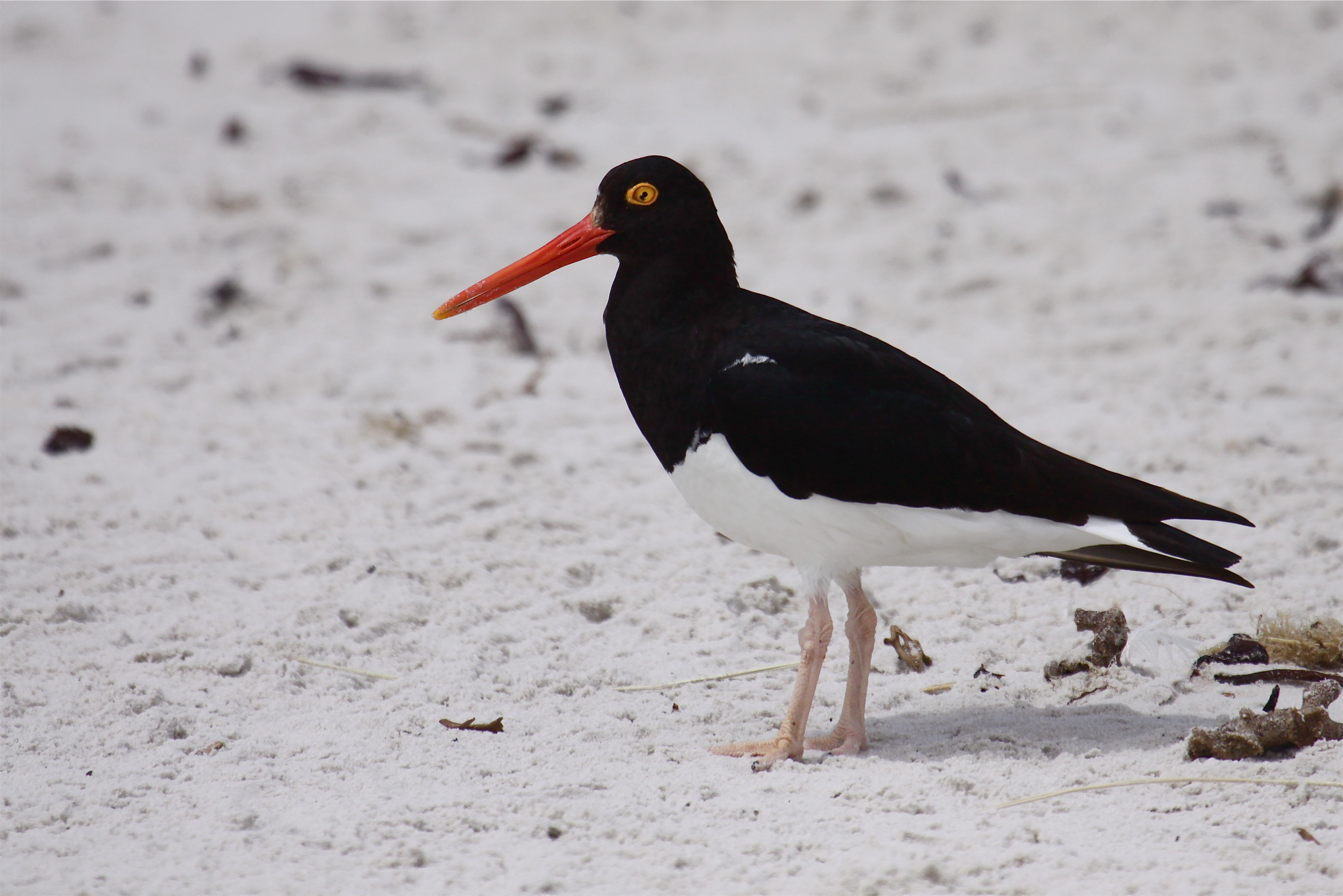
ostrero austral.

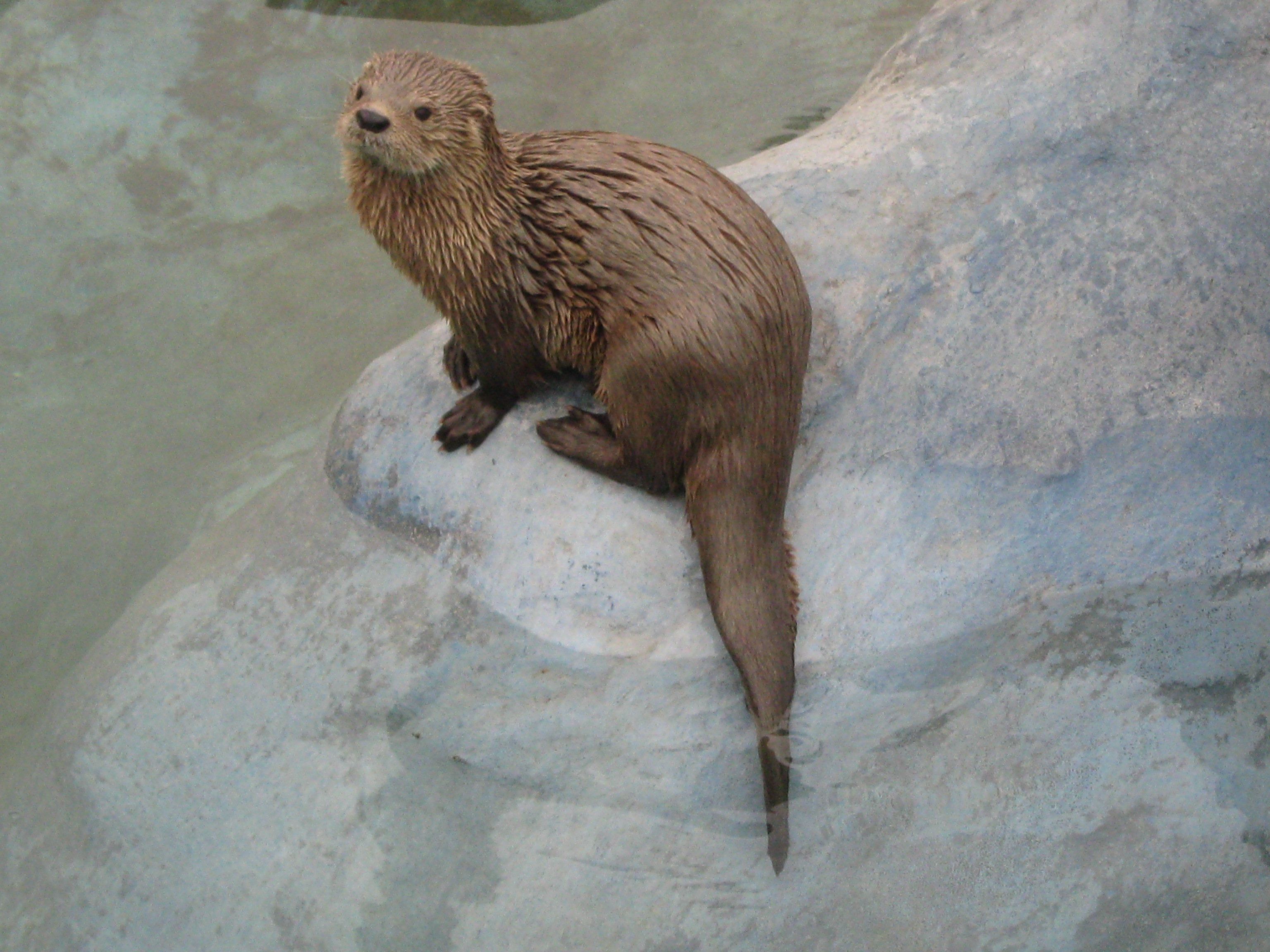
chungungo.

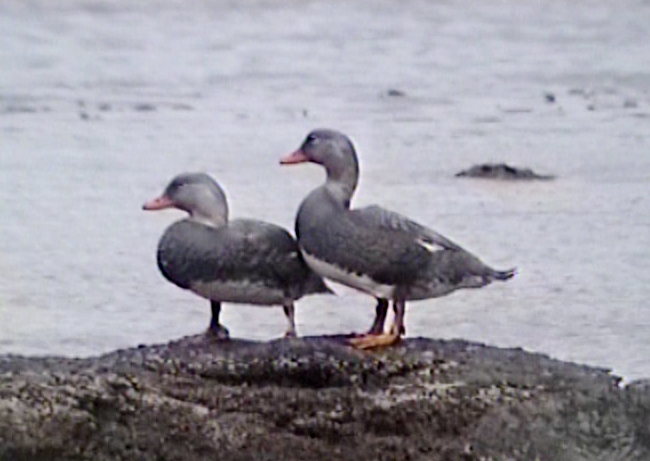
Pareja de patovapor de Magallanes o del Pacífico.

### Flora

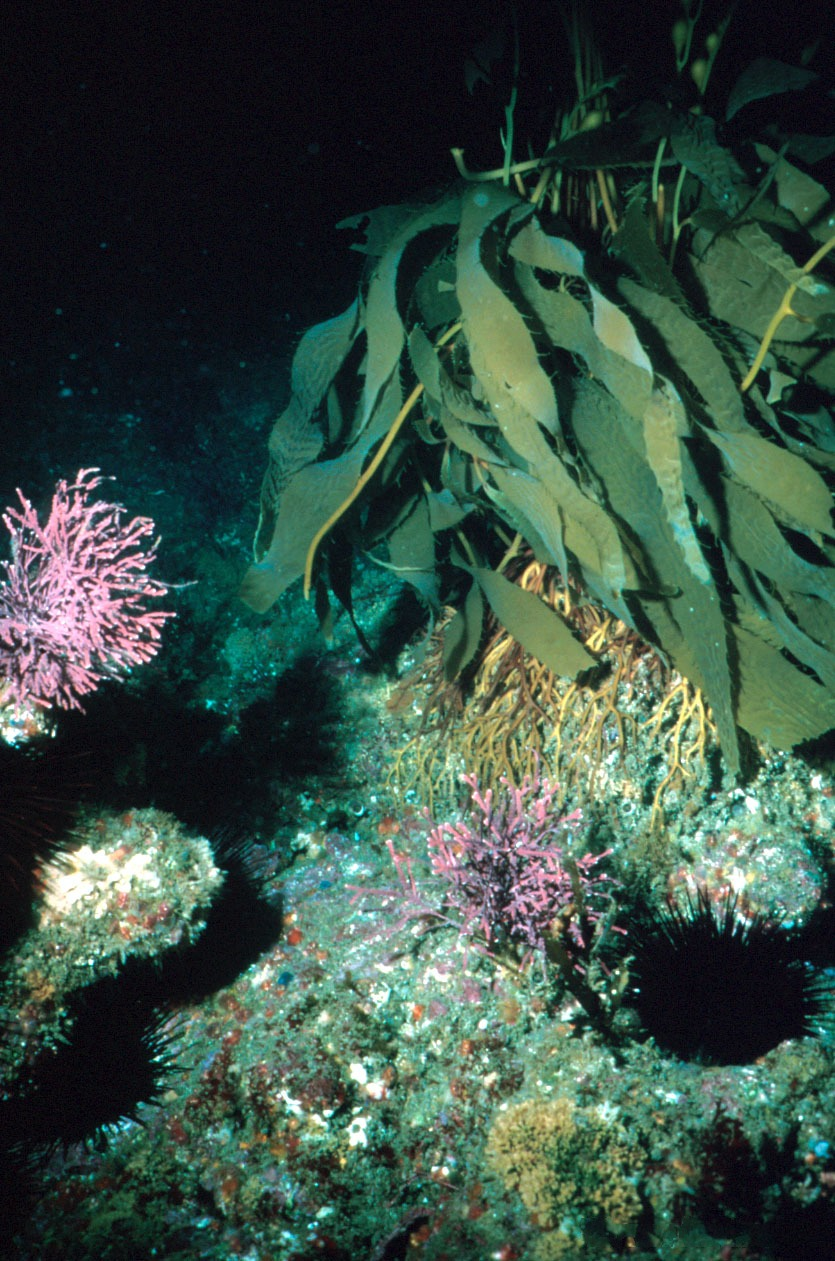
cachiyuyos gigantes.

A pesar de que las temperaturas son frías todo el año, la isla Martillo se encuentra cubierta por vegetación correspondiente al distrito fitogeográfico subantártico magallánico. Las aguas que la rodean son notables por poseer bosques sumergidos de cachiyuyos gigantes, alga parda de enormes proporciones, la cual sostiene una rica biodiversidad marina.

### Fauna

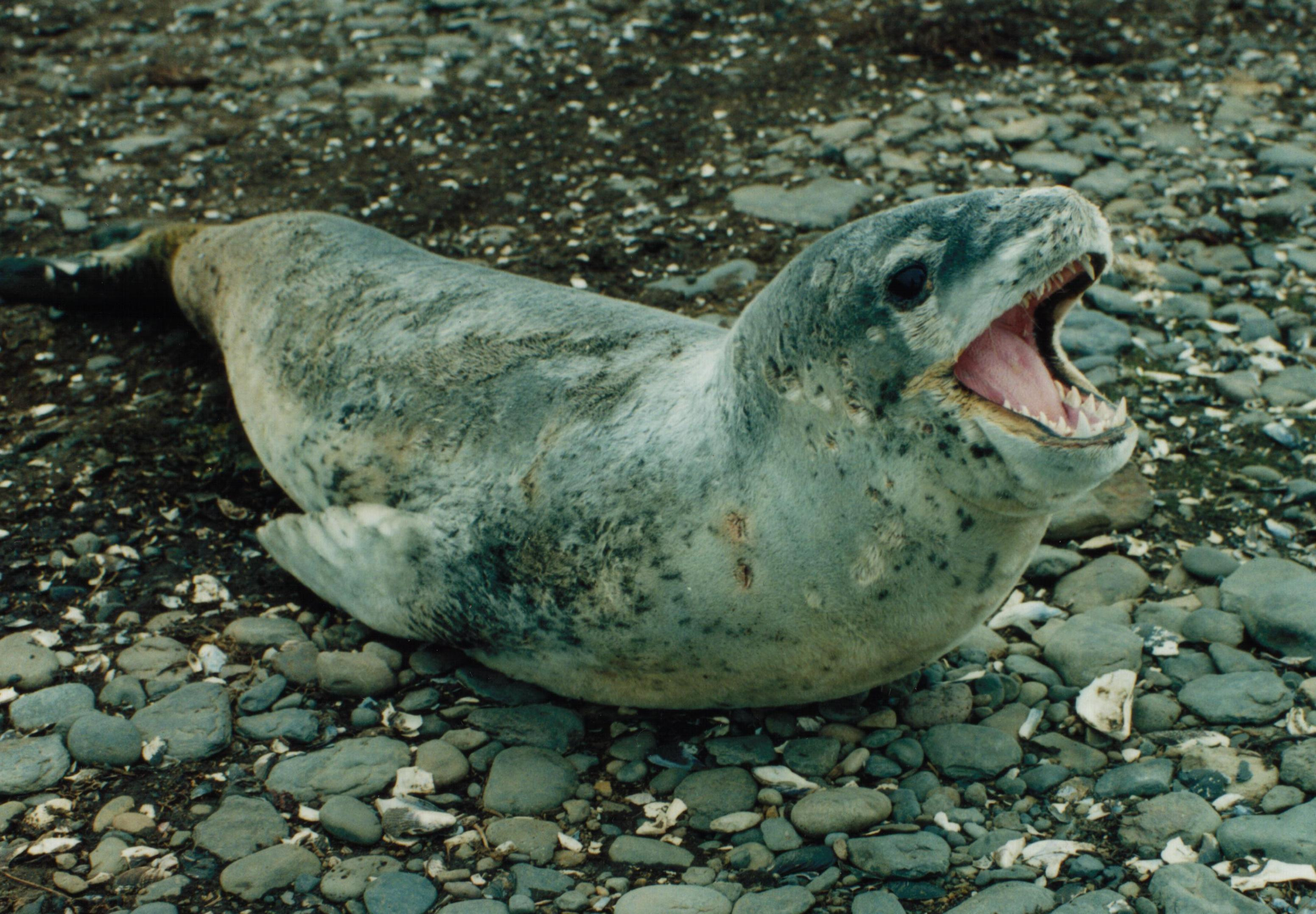
Esta isla suele ser visitada por ejemplares de focas leopardo.

Las aguas que bañan la isla Martillo son ricas en mamíferos marinos, peces, y diversos invertebrados, de los cuales se destaca especialmente la centolla patagónica de carne conocida por su delicado sabor, constituyéndose en el plato culinario típico de la comarca. Suelen frecuentar la isla y sus costas focas leopardo, lobos marinos de un pelo y de dos pelos sudamericano, aves marinas como las gaviotas australes.
Pingüinera
El valor máximo en cuanto a su patrimonio biológico, el cual le da significación internacional, es su colonia de nidificación de pingüinos. La especie dominante aquí es el pingüino patagónico o de Magallanes (Spheniscus magellanicus), y es la colonia de esta especie más austral de la Argentina. El número de parejas reproductivas de la isla Martillo año tras año ha ido en permanente aumento, incrementándose desde las 519 del año 1992 a 1113 en el 2001, y cerca de 2000 nidos en 2005.
Como ocurre con frecuencia en esta especie, la de esta isla es una colonia moderna, si bien se ha formado, al menos, antes de 1976.
Como el suelo de las islas fueguinas posee características turbosas y blandas, con alto contenido de materia orgánica, le permite a la especie mantener una alta proporción de cuevas de nidificación de notables dimensiones, superando en ocasiones el metro de largo. la densidad de sus nidos en la colonia de isla Martillo estimada en 1,68 nidos/100 m².
Esta colonia se encuentra dividida en dos; la parte principal se encuentra en un hábitat abierto, una terraza caracterizada por la presencia de arbustos de mata negra y pastizales. La otra parte de la colonia se extiende en un parche de denso bosque costero, el que crece a lo largo de las colinas de la isla, un biotopo de cría inusual para esta especie.
En esta isla los ejemplares de esta especie comienzan a arribar en septiembre. Los machos regresan antes, para comenzar a adquirir y defender sus nidos.
La media de la fecha de puesta en esta isla es el 14 de octubre. El número de puesta es de dos huevos, y el período en que los incuba es de aproximadamente 40 días, tarea desempeñada por ambos padres, alternadamente. Comienzan a nacer los pichones, por lo general, entre la primera y la tercera semana de noviembre. Son alimentados por ambos padres durante 70 a 100 días.
Gracias al seguimiento satelital de 7 ejemplares de esta isla se sabe que en el otoño e invierno la población sale hacia el Atlántico y migra hacia el norte, contorneando la línea de costa a una distancia siempre menor a los 50 km de la misma.

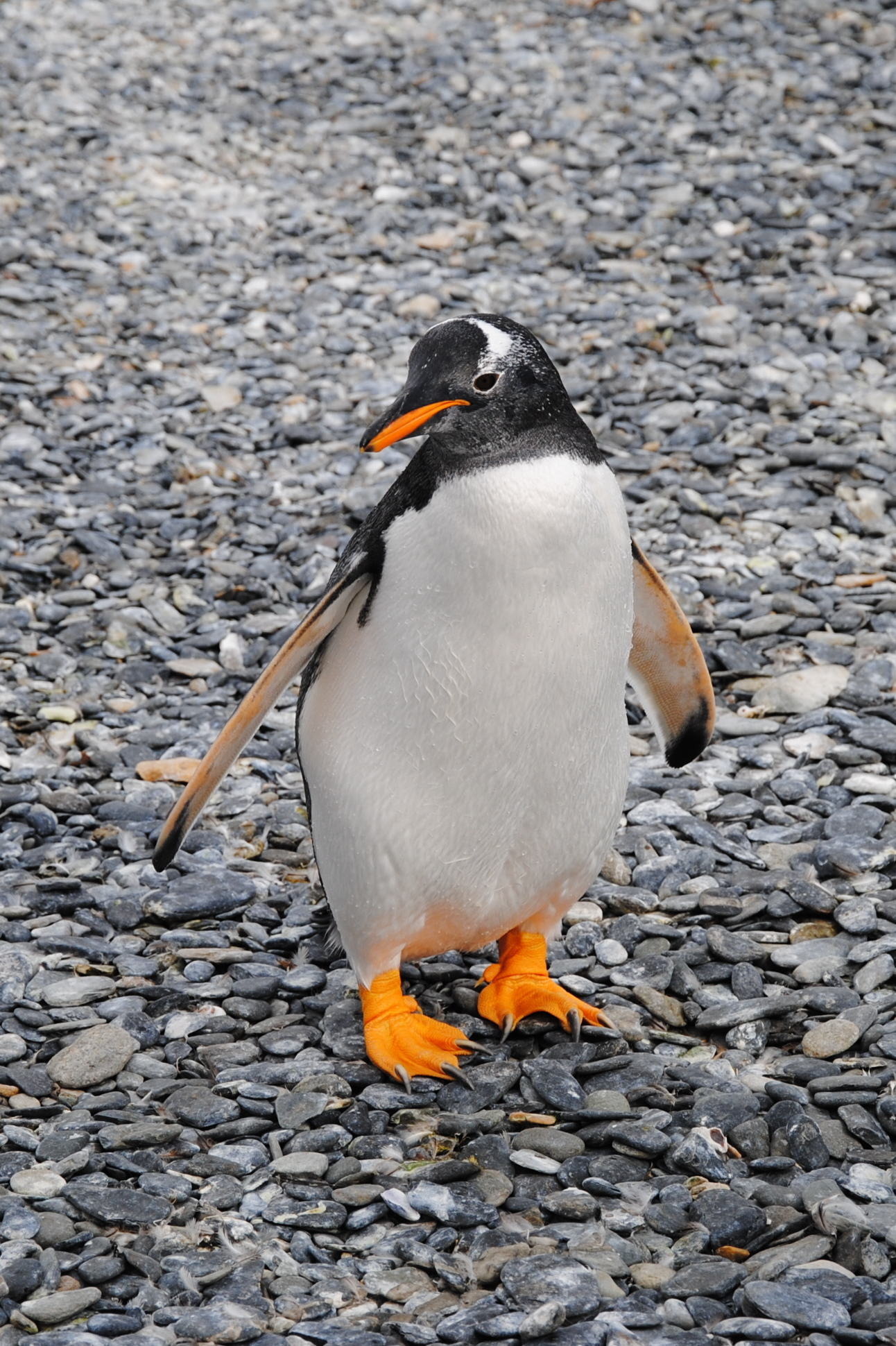
Pygoscelis papua papua en la isla Martillo.

Pero lo que hace relevante a la pingüinera de la isla Martillo es el poseer la única colonia reproductiva en el territorio sudamericano de otra especie de pingüino, el papúa (Pygoscelis papua), representado por la subespecie que habita ese subcontinente, el pingüino papúa subantártico (Pygoscelis papua papua). El papúa nidifica en esta isla desde mediados de la década de 1980, haciéndolo dentro de la colonia del pingüino patagónico. Durante las temporadas reproductivas de 1992 y 1993 sólo una pareja nidificó. Para la primavera de 2003 ya lo hacían 9 parejas.
También es posible encontrar parejas del pingüino rey sudamericano o del Atlántico (Aptenodytes patagonicus patagonicus), y del pingüino de penacho amarillo sudamericano (Eudyptes chrysocome chrysocome). Ambas especies nidifican en la isla de los Estados, y la última también lo hace en islas australes de Chile. Las 4 nombras también anidan profusamente en las islas Malvinas.
También nidifican en esta isla el skúa chileno (Stercorarius chilensis),  y los cormoranes de cuello negro (Phalacrocorax magellanicus), e imperial (Leucocarbo atriceps).
Al igual que ocurre con otras colonias de nidificación del archipiélago fueguino, sufren la amenaza del impacto de prelación por parte del introducido visón europeo (Mustela vison).

## Atractivo turístico
Esta isla se han convertido en un destacado atractivo turístico.
Los viajeros que buscan conocerla lo hacen a bordo de embarcaciones turísticas que parten desde el muelle turístico del Puerto de Ushuaia, en la ribera de la ciudad homónima. Se navega hacia el este a lo largo del canal de Beagle oriental, observando panorámicas vistas de las islas chilenas y argentinas y de los canales fueguinos. Finalmente, al llegar a la isla, las embarcaciones especialmente preparadas hacen una suerte de programado varamiento, permitiendo que los pingüinos se coloquen incluso hasta el pie mismo de la nave, sin entrar al agua. Los servicios a isla Martillo se efectúan durante la temporada alta (desde octubre hasta abril).
Mediante otra excursión que navega partiendo de la cercana Estancia Harberton es posible descender y transitar a pie por la isla, incluso junto a los pingüinos y sus nidos. La visita turística se desarrolla en un sector delimitado mediante estacas, el cual cuenta con una superficie de unos 800 m². 

## Disputa por su soberanía
La isla Martillo se vio envuelta en la disputa limítrofe entre la Argentina y Chile, conocida como Conflicto del Beagle.
En 1971 ambos países acordaron en un Compromiso de Arbitraje someter la soberanía de las aguas e islas de dicho canal a la sentencia de un Tribunal Arbitral que debía dar a conocer su decisión a la reina Isabel II de Inglaterra. Algunas interpretaciones en Chile del texto del tratado limítrofe de 1881 determinaban que el límite binacional terminaba en la costa austral de la isla Grande de Tierra del Fuego, y la totalidad de las aguas del canal, junto con todas sus islas, serían chilenas. Si este fuera el caso, la Argentina tendría una costa seca, es decir tendría costa, pero no acceso al mar. Entre quienes sostuvieron esa tesis destacan, quien la esbozaría en 1905, el periodista Arturo Fagalde, y el estudioso Jaime Eyzaguirre, quien desarrolló la Teoría de la línea de la costa seca durante la primera mitad del siglo XX:

Luego la línea no se introduce en el canal, no lo comprende, queda fuera de él, sólo lo toca en su borde superior. El canal resulta así entero de Chile. Si el Tratado hubiera dicho que la línea llegaba hasta el medio o centro o hasta el eje del canal, se habría entendido que la mitad Norte del mismo correspondería a Argentina y la mitad Sur a Chile. Pero habría que torcer los términos claros del acuerdo para llegar a esta conclusión.

Esta interpretación fue llevada por Chile en la consulta al Tribunal Arbitral que dictó luego el Laudo Arbitral de 1977, pero solo como petitorio alternativo, en el punto segundo al final de las audiencias orales del 14 de octubre de 1976. En su falló la corte arbitral señaló que toda atribución de un territorio debe ipso facto traer aparejado sus aguas anexas, por lo tanto consideró inaceptable la tesis chilena. Seguidamente demarcó la traza del límite binacional sobre el canal de Beagle, otorgándole a la Argentina las aguas, islas, e islotes ubicados al norte de dicha línea, entre ellas a la isla Martillo. Si bien posteriormente la Argentina declararía insanablemente nula a la decisión arbitral, en las negociaciones binacionales de los años posteriores al fallo el resultado del laudo en este sector fue respetado. El conflicto se solucionó finalmente con la firma del Tratado de 1984, en donde ambos gobiernos, bajo un proceso de mediación del papa Juan Pablo II, en el sector del canal Beagle reconocieron como frontera la trazada por el Laudo Arbitral (aunque sin nombrarlo explícitamente en el tratado), lo cual refrendó definitivamente la soberanía argentina sobre la isla Martillo.